# Каракемер (Жамбылский район)
Каракеме́р (каз. Қаракемер) — село в Жамбылском районе Жамбылской области Казахстана, административный центр Каракемерского сельского округа. Код КАТО — 314046100.

## География
Село расположено в центрально-северо-западной части Жамбылского района, в 8 километрах к северо-западу от районного центра села Аса, в 28 километрах к северо-западу от областного центра города Тараз. Ближайшая железнодорожная станция Аса (село Аса) — расположена в 8 километрах к юго-востоку от села (по дороге — 9,4 км). Соседние населённые пункты: Кумтиын в 4 километрах к югу, Аса в 8 километрах к юго-востоку. Транспортное сообщение осуществляется по автодороге КН-2. Высота центра населённого пункта — 492 метров над уровнем моря.

## Население
| Численность населения | Численность населения | Численность населения |
| 1989                  | 1999                  | 2009                  |
| --------------------- | --------------------- | --------------------- |
| 1933                  | ↘1468                 | ↗1540                 |